# Sainte-Catherine (Pas-de-Calais)
Sainte-Catherine – miejscowość i gmina we Francji, w regionie Hauts-de-France, w departamencie Pas-de-Calais.
Według danych na rok 1990 gminę zamieszkiwały 3132 osoby, a gęstość zaludnienia wynosiła 712 osób/km² (wśród 1549 gmin regionu Nord-Pas-de-Calais Sainte-Catherine plasuje się na 272. miejscu pod względem liczby ludności, natomiast pod względem powierzchni na miejscu 733.).